# Championnat d'Europe de poursuite féminin (moins de 23 ans)
Pour les articles homonymes, voir Championnat d'Europe de poursuite.
Le Championnat d'Europe de poursuite individuelle féminin moins de 23 ans est le championnat d'Europe de poursuite organisé annuellement par l'Union européenne de cyclisme (UEC) pour les cyclistes âgées de moins de 23 ans. Le championnat organisé depuis 2001, a lieu dans le cadre des championnats d'Europe de cyclisme sur piste juniors et espoirs. Un championnat d'Europe espoirs existait déjà entre 1997 et 1999, mais il n'était pas organisé par l'UEC.

## Palmarès
| Année | Or              | Argent              | Bronze          |
| ----- | --------------- | ------------------- | --------------- |
| 1997  | Rasa Mazeikyte  | Anke Wichmann       | Cathy Moncassin |
| 1998  | Rasa Mazeikyte  | Anouska van der Zee | Michelle Ward   |
| 1999  | Gitana Gruodyte | Christina Becker    | Cornelia Cyrus  |

| Année | Or                  | Argent                  | Bronze              |
| ----- | ------------------- | ----------------------- | ------------------- |
| 2001  | Lada Kozlíková      | Juliette Vandekerckhove | Gitana Gruodyte     |
| 2002  | Vera Carrara        | Vera Koedooder          | Negringa Raudonite  |
| 2003  | Apollinaria Bakova  | Vera Koedooder          | Oxana Kostenko      |
| 2004  | Oxana Kostenko      | Tatsiana Sharakova      | Vera Koedooder      |
| 2005  | Tatsiana Sharakova  | Marlijn Binnendijk      | Pascale Schnider    |
| 2006  | Tatsiana Sharakova  | Pascale Schnider        | Tatiana Guderzo     |
| 2007  | Lesya Kalitovska    | Svitlana Galyuk         | Vilija Sereikaitė   |
| 2008  | Vilija Sereikaitė   | Ellen van Dijk          | Joanna Rowsell      |
| 2009  | Vilija Sereikaitė   | Lesya Kalitovska        | Aušrinė Trebaitė    |
| 2010  | Aksana Papko        | Lucie Zaleska           | Vaida Pikauskaitė   |
| 2011  | Laura Trott         | Katarzyna Pawłowska     | Eugenia Bujak       |
| 2012  | Amy Pieters         | Lucie Zaleska           | Aleksandra Chekina  |
| 2013  | Laura Trott         | Elinor Barker           | Lucie Zaleska       |
| 2014  | Mieke Kröger        | Alexandra Goncharova    | Lotte Kopecky       |
| 2015  | Amalie Dideriksen   | Katie Archibald         | Mieke Kröger        |
| 2016  | Justyna Kaczkowska  | Daria Pikulik           | Ina Savenka         |
| 2017  | Justyna Kaczkowska  | Ellie Dickinson         | Francesca Pattaro   |
| 2018  | Marta Cavalli       | Martina Alzini          | Natalia Studenikina |
| 2019  | Franziska Brauße    | Vittoria Guazzini       | Maria Novolodskaya  |
| 2020  | Franziska Brauße    | Vittoria Guazzini       | Mia Griffin         |
| 2021  | Silvia Zanardi      | Lara Gillespie          | Abi Smith           |
| 2022  | Vittoria Guazzini   | Ella Barnwell           | Silvia Zanardi      |
| 2023  | Kate Richardson     | Olga Wankiewicz         | Leila Gschwentner   |
| 2024  | Federica Venturelli | Leila Gschwentner       | Martyna Szczęsna    |
| 2025  | Federica Venturelli | Grace Lister            | Lisa van Belle      |